# Eutelia ocellaria
Eutelia ocellaria là một loài bướm đêm trong họ Noctuidae.